# Le Bagad de Lann-Bihoué
Ne doit pas être confondu avec Bagad de Lann-Bihoué.
Singles de Alain Souchon
L'Amour en fuite
(1979) Le Dégoût
(1979)
Pistes de Toto 30 ans, rien que du malheur...
Frenchy bébé blues
Le Bagad de Lann-Bihoué est une chanson écrite et interprétée par Alain Souchon, extraite de l'album Toto 30 ans, rien que du malheur... paru en 1978, et sortie en single en 1979 (RCA). Sur une musique composée par Laurent Voulzy, les paroles épinglent les espoirs déçus d'un homme qui rêvait des paillettes de l'orchestre breton (bagad) de la Marine nationale de la base d'aéronautique navale de Lann-Bihoué.

## Présentation

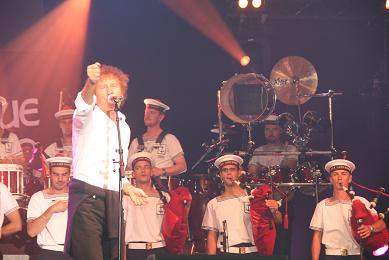
Alain Souchon et le Bagad de Lann-Bihoué jouent sur scène pour la première fois ensemble au festival interceltique de Lorient en 2007

Dans sa jeunesse, Alain Souchon passe ses vacances en Bretagne, dans des villes du littoral : le pays de Quimperlé dans le Finistère, à Vannes dans le Morbihan ou à Saint-Cast-le-Guildo dans les Côtes-d'Armor. Il en garde le souvenir de ces bagadoù qui défilaient au bord de la mer. À ses yeux, le bagad de Lann-Bihoué était le plus emblématique des grands ensembles de musique bretonne, « il avait quelque chose de plus puissant, de lyrique ».
Plus tard, il achète une maison à La Trinité-sur-Mer, non loin de celle de son compère Laurent Voulzy, à Quiberon, et Belle-Ile-en-Mer est leur « monastère maritime ».
Alain Souchon évoque la vie rêvée d'enfants qui, devenus adultes, ont vécu des désillusions les conduisant à accepter une vie rangée et monotone. Vie minuscule d'un homme qui a perdu son épanouissement de départ, analysée par un regard extérieur faisant un constat, préférant connaître les raisons plutôt que de reprocher ses choix ; « Tu la voyais pas comme ça ta vie... ». Le refrain met en avant la vie des membres du bagad militaire, à la fois troubadours et marins, qui paradent dans leurs costumes, jouant de la musique traditionnelle avec cornemuses et tambours dans les villes et villages du Finistère et qui voyagent à la découverte d'autres terres.
L'album, plus sombre que les précédents, présente d'autres textes dans le ton accablant, alors que la musique, franche et rythmée, apporte l'énergie et la puissance d'un bagad. Cependant, lors de l'enregistrement initial des cornemuses, Laurent Voulzy a fait appel à un seul couple de sonneurs de la région parisienne. L'un d'eux rencontrant des problèmes de souffle, les deux musiciens professionnels se sont partagé le même instrument dans le studio : « lui jouait les notes, et l'autre soufflait ».

## Réception
Le 13 octobre 1978, sort le quatrième album d'Alain Souchon Toto 30 ans, rien que du malheur. Dix ans à peine après Mai 68, l'artiste ose considérer le bagad militaire comme une forme d'aboutissement. La chanson a contribué à faire connaître le bagad de Lann-Bihoué partout en France : en quelques semaines, grâce au chanteur, l'orchestre devint un phare pour la culture bretonne dont la seule présence faisait ressentir de l'admiration.

## Reprises et hommages
En 1989, Alain Souchon joue pour la première fois avec le bagad, sur le plateau de l'émission Champs-Élysées sur Antenne 2. Ils se retrouvent sur scène lors du Festival interceltique de Lorient 2007, en compagnie de Laurent Voulzy, Alan Stivell et Dan Ar Braz. Pour le 60e anniversaire du bagad, le chanteur est invité à interpréter sa chanson, accompagné par la gaïta du Galicien Carlos Núñez, sur l'album Degemer Mat (« Bienvenue » en breton). Sorti par le label EMI en 2012, cet enregistrement de la chanson par les protagonistes est un clin d’œil à l'hommage qui leur était rendu 35 ans auparavant. La même année, ils fêtent cet anniversaire à Lorient.
En 1989, les musiciens du Studio des variétés réarrangent la chanson dans le cadre d'un spectacle, joué à l'Olympia.
En 1999, le groupe breton Soldat Louis l'enregistre sur son album Bienvenue à bord. Il la joue ensuite régulièrement en concert, dont la version live est captée sur un CD/DVD, Happy... bordée 20 ans. Il arrive qu'un bagad, notamment celui de Lann-Bihoué, partage la scène avec le groupe sur ce morceau. 
En 2010, Nolwenn Leroy l'enregistre sur son album Bretonne qui connaît le succès en France et à l'étranger.
En 2017, le groupe Boulevard des airs est à l'origine d'une reprise qui figure dans l'album collectif Breizh eo ma bro !, accompagné par le bagad de Lann-Bihoué.